# 24826 Pascoli
24826 Pascoli este un asteroid din centura principală de asteroizi.

## Descriere
24826 Pascoli este un asteroid din centura principală de asteroizi. A fost descoperit pe 22 august 1995 la Colleverde de Vincenzo Silvano Casulli. Asteroidul prezintă o orbită caracterizată de o semiaxă mare de 2,33 ua, o excentricitate de 0,10 și o înclinație de 6,8° în raport cu ecliptica.